# Mắt quỷ

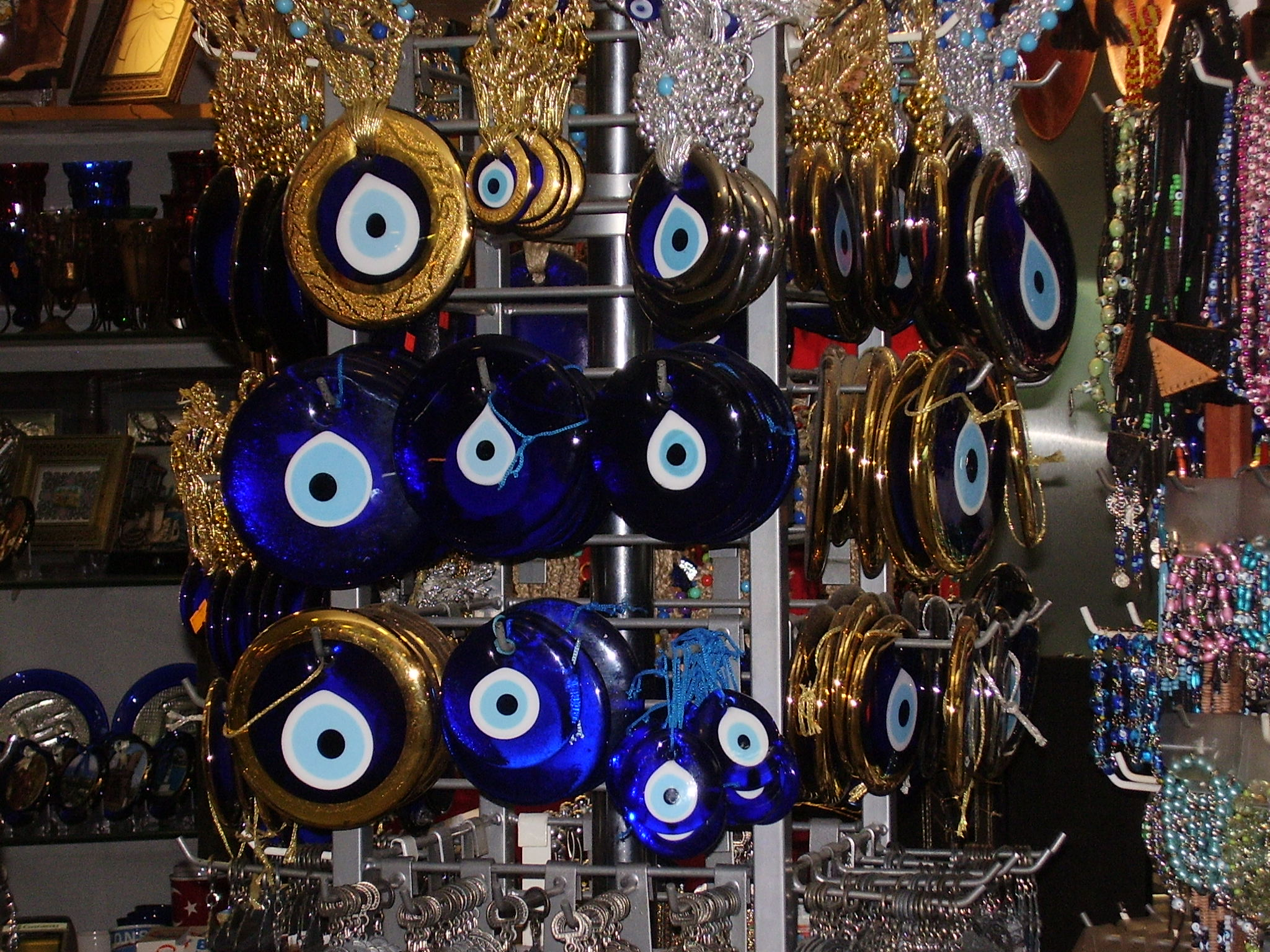
Nazars, bùa hộ mệnh được sử dụng để tránh mắt quỷ.

Mắt quỷ (tiếng Anh: Evil eye hay Quỹ nhỡn) là một lời nguyền hay truyền thuyết được cho là một ánh nhìn ác độc, thường được trao cho một người khi họ không hề hay biết. Nhiều nền văn hóa tin rằng việc nhận được mắt quỷ sẽ gây ra bất hạnh hoặc tổn thương. Bùa được tạo ra để chống lại mắt quỷ cũng thường được biết đến với tên gọi là "bùa mắt quỷ".
Ý tưởng thể hiện bằng thuật ngữ này khiến nhiều nền văn hóa khác nhau theo đuổi nhiều biện pháp bảo vệ chống lại nó. Khái niệm và ý nghĩa của nó rất khác nhau giữa các nền văn hóa khác nhau, chủ yếu ở Tây Á. Ý tưởng về nó xuất hiện nhiều lần trong văn học rabbin Do Thái. Đó là một niềm tin được mở rộng rộng rãi giữa nhiều bộ lạc và văn hóa ở châu Á và Địa Trung Hải. Bùa hộ mệnh và đồ trang trí với các biểu tượng giống như con mắt được gọi là nazars, được sử dụng để đẩy lùi mắt quỷ, là một thứ hàng phổ biến trên khắp Armenia, Albania, Algeria, Tunisia, Lebanon, Thổ Nhĩ Kỳ, Israel, Ai Cập, Iran, Iraq, Pakistan, Ấn Độ, Palestine, Morocco, miền nam Tây Ban Nha, Ý, Hy Lạp, Levant, Afghanistan, Syria, và Mexico, và đã trở thành một mặt hàng lưu niệm được lựa chọn phổ biến cho nhiều vị khách du lịch.

## Lịch sử
Niềm tin vào mắt quỷ đã có từ thời cổ đại. Nó đã được mô tả bởi Hesiod, Callimachus, Plato, Diodorus Siculus, Theocritus, Plutarch, Heliodorus, Gaius Plinius Secundus, và Aulus Gellius. Peter Walcot's Envy and the Greeks (1978) đã liệt kê hơn một trăm tác phẩm của những tác giả này và các tác giả khác đề cập đến mắt quỷ.

## Thời trang
Biểu tượng "mắt quỷ" xuất hiện rất nhiều trong ngành thời trang và trên các trang sức đắt tiền.

## Thư viện ảnh

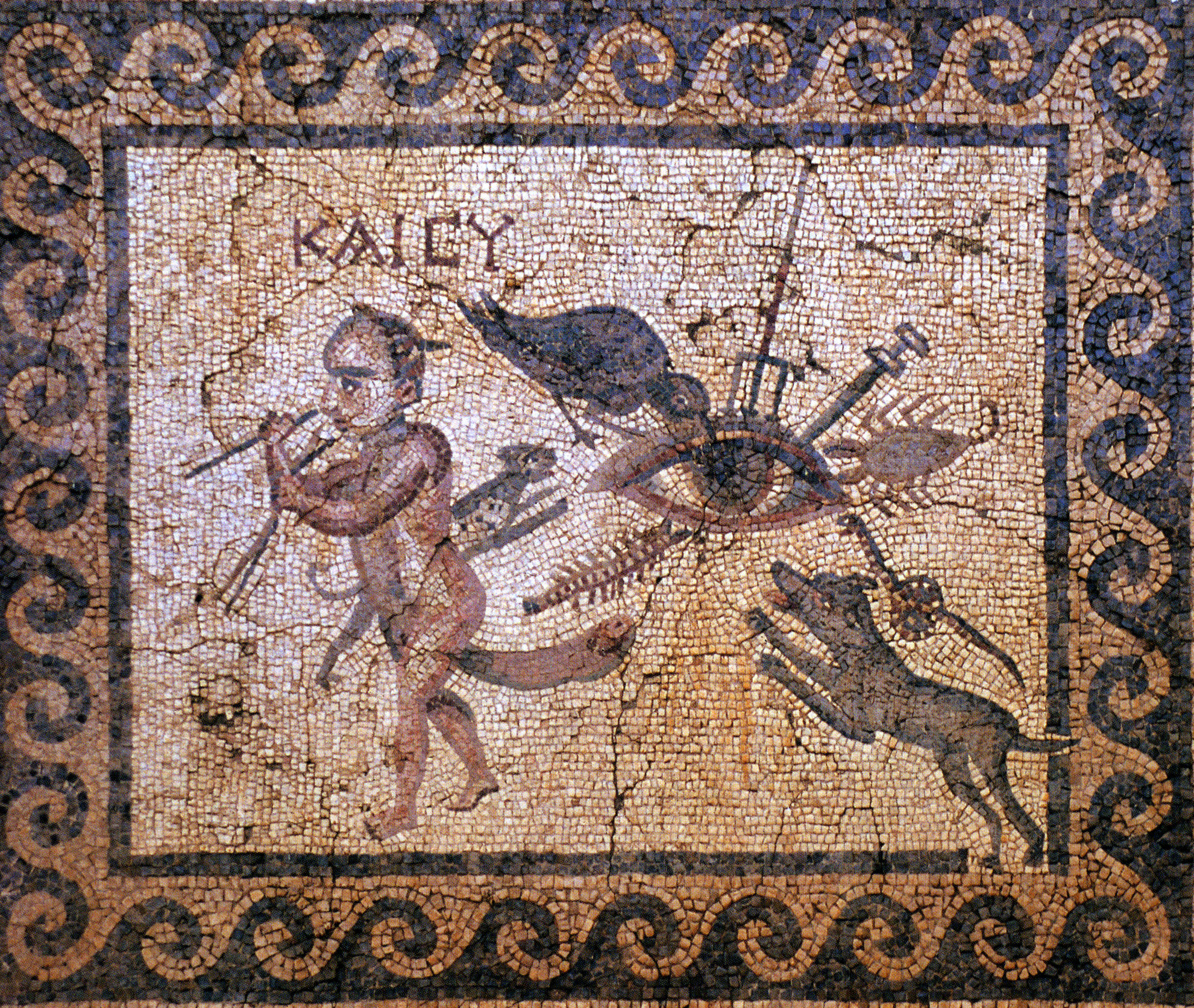
Khảm thời La Mã ở Antioch mô tả một loạt các biện pháp chống lại mắt quỷ.
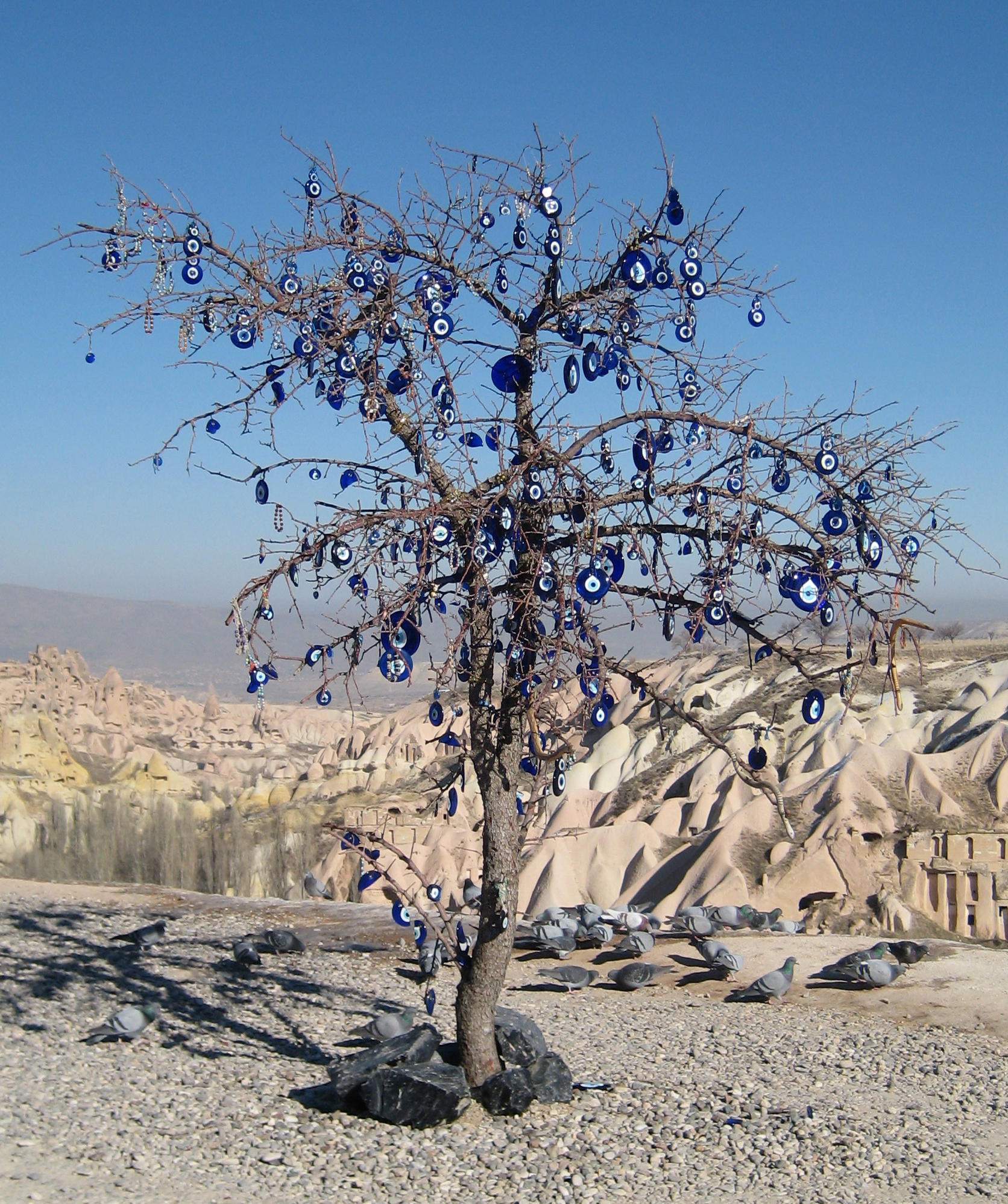
Cây với những nazars ở Cappadocia, Thổ Nhĩ Kỳ.
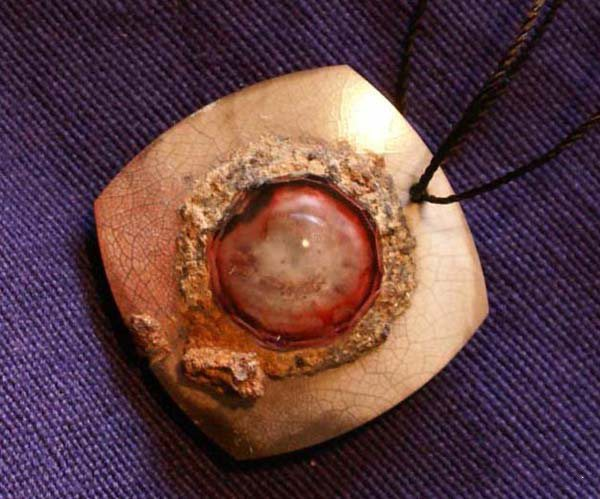
Một mặt dây chuyền mắt Ruby từ một nền văn minh cổ đại ở Mesopotamia có thể được sử dụng như bùa hộ mệnh để bảo vệ chống lại những con mắt quỷ.
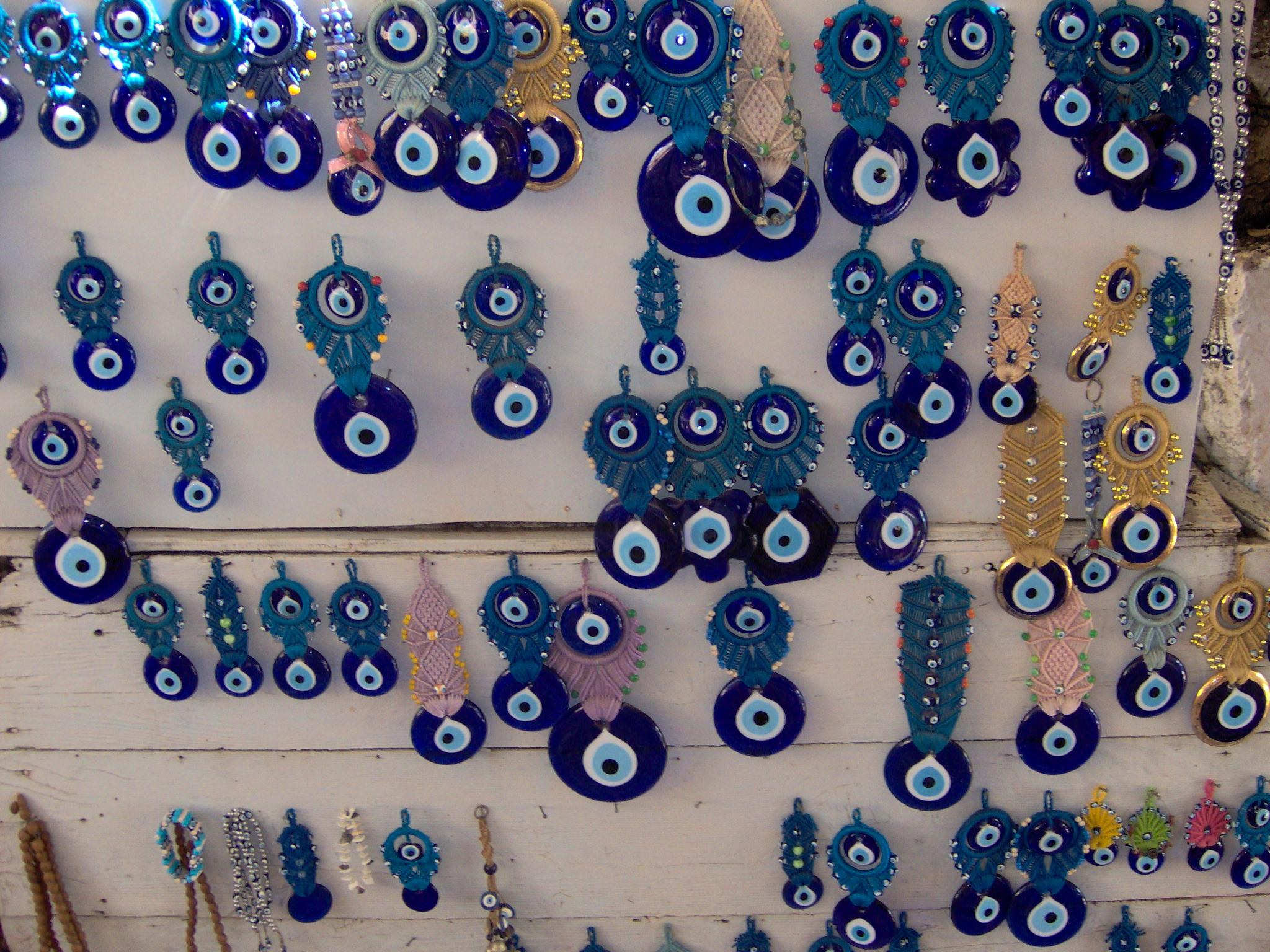
Các đồ trang trí truyền thống nazar.